# United States Customs and Border Protection
Die am 1. März 2003 aufgestellte U.S. Customs and Border Protection (CBP; englisch für ‚Zoll- und Grenzschutzbehörde der Vereinigten Staaten‘) ist eine Behörde im Geschäftsbereich des Ministeriums für Innere Sicherheit der Vereinigten Staaten mit Sitz in Washington, D.C. (Ronald Reagan Building).

## Geschichte
CBP entstand am 1. März 2003 nach der Auflösung des früheren Immigration and Naturalization Service (INS), das dem Justizministerium unterstellt war. Dabei wurden Teile des INS, die U.S. Border Patrol, der U.S. Customs Service (Finanzministerium), Teile des Animal and Plant Health Inspection Service (Landwirtschaftsministerium), insbesondere alle Grenzaktivitäten der Agricultural Quarantine Inspection (incl. der Beagle Brigade) sowie das Plum Island Animal Disease Center zusammengeführt.
Die CBP vollzieht über 400 Gesetze von mehr als 40 Bundesbehörden.
Durch die Zusammenlegung der Behörden konnte der Umfang der Einreisekontrollen von zwei bzw. drei auf eine verringert werden („one-stop processing“).

## Auftrag
Ihre Aufgabe ist die Grenzkontrolle (vor allem bezüglich unerlaubter Migration), die Zollkontrolle, die Bekämpfung des internationalen Drogenhandels und des internationalen Terrorismus, der kommerzielle Urheber- und Markenschutz sowie der Schutz der Landwirtschaft vor eingeschleppten Schädlingen und Pilzen. Die CBP hatte 2007 ein Budget in Höhe von 7,8 Milliarden US-Dollar und beschäftigt über 58.724 Mitarbeiter (2010).
326 internationale Seehäfen im Bundesgebiet werden von der CBP überwacht, zusätzlich gibt es 14 Vertretungen im Ausland. Letztere dienen vor allem zur Durchsetzung der Container Security Initiative. Dies ist ein im Jahr 2002 eingeführtes Vorgehen der CBP, um Frachtgut auf Schiffen bereits im Ausland zu inspizieren, das in die Vereinigten Staaten eingeführt werden soll.
Ähnliche Aufgaben hat die Bundesbehörde United States Immigration and Customs Enforcement, die ebenfalls dem Ministerium für Innere Sicherheit unterstellt ist.

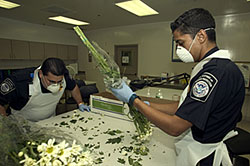
Untersuchung von eingeführten Pflanzen und Früchten
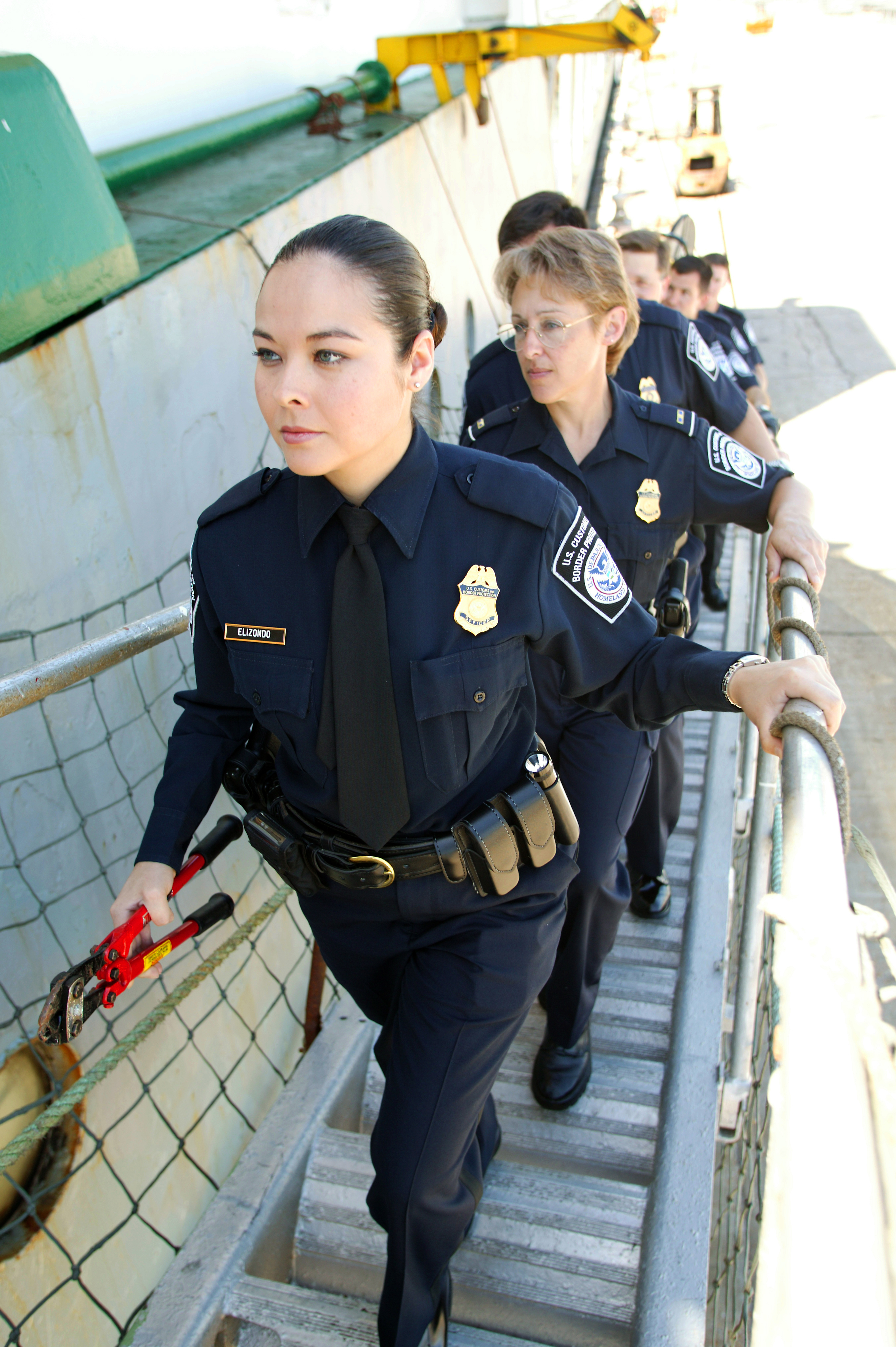
Inspektion eines Frachtschiffes
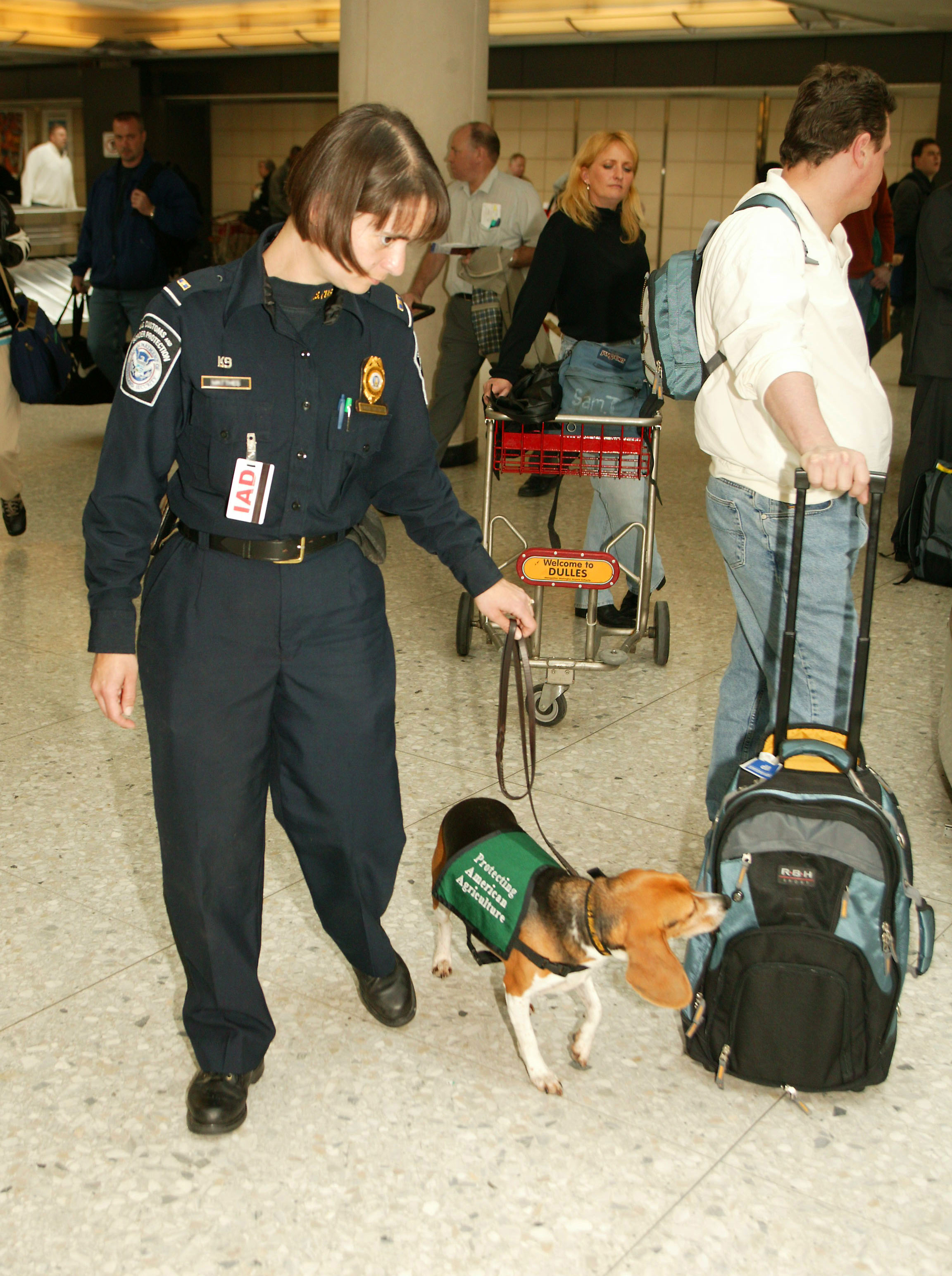
Kontrolle von Reisegepäck bei der Ankunft von internationalen Flügen in die Vereinigten Staaten

## Organisation
Die Behördenleitung hat ein Commissioner inne, sein Vertreter ist Deputy Commissioner.  Seit dem Rücktritt des seit Dezember 2021 amtierenden Commissioners Chris Magnus am 12. November 2022 führt sein bisheriger Stellvertreter Troy A. Miller die Amtsgeschäfte (Acting Commissioner).

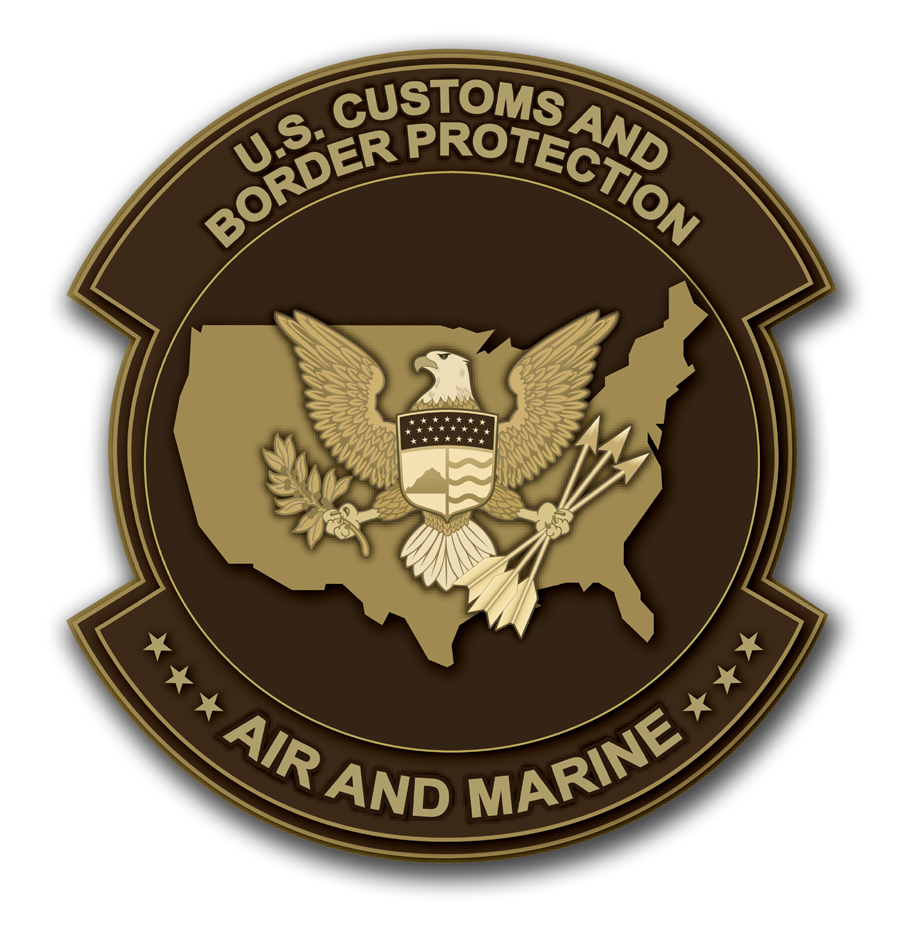
Abzeichen des CBP Air & Marine

Bedeutende operative Abteilungen sind:
- The Office of Field Operations (OFO) unter der Leitung eines Assistant Commissioner.
- The Office of Border Patrol (United States Border Patrol) unter der Leitung des Chief of the Border Patrol.
- The Office of CBP Air & Marine (CBP A&M) unter der Leitung eines Assistant Commissioner.[9]

Eine Spezialeinheit (SWAT) der CBP ist die Special Operations Group (SOG), die sich in die Border Patrol Tactical Unit (BORTAC) und die Border Patrol Search, Trauma, and Rescue Unit (BORSTAR) gliedert. Der Haupteinsatzbereich der 1984 aufgestellten und 2007 der SOG zugeordneten BORTAC ist das Vorgehen gegen organisierte Verbrechen, vor allem die Drogenkriminalität. Der BORTAC gehören rund 220 Kräfte an, ihr Hauptquartier ist auf dem Biggs Army Airfield von Fort Bliss in El Paso im Bundesstaat Texas. Auch das Hauptquartier der 1996 gegründeten BORSTAR befindet sich in El Paso.

## Amtsbezeichnungen und Abzeichen
| Amtsbezeichnung                                       | Rangabzeichen | Besoldungsgruppe | Deutsches Äquivalent                                        |
| ----------------------------------------------------- | ------------- | ---------------- | ----------------------------------------------------------- |
| Assistant Commissioner, Field Operations (AC)         |               | SES              | Präsident/in der Generalzolldirektion                       |
| Deputy Assistant Commissioner, Field Operations (DAC) |               | SES              | Stellvertreter/in der Präsident/in der Generalzolldirektion |
| Director, Field Operations (DFO)                      |               | SES              | Abteilungsdirektor                                          |
| Area Port Director (PD)                               |               | GS-15            | Leitende Regierungsdirektor                                 |
| Assistant Port Director (APD)/ Watch Commander(WC)    |               | GS-14            | Regierungsdirektor                                          |
| Chief (CCBPO)                                         |               | GS-13            | Oberregierungsrat                                           |
| Supervisor (SCBPO)                                    |               | GS-13            | Oberregierungsrat                                           |
| K-9 Lead Officer (CBPO)                               |               | GS-12            | Regierungsrat                                               |
| CBP Officer Enforcement (CBPOE)                       |               | GS-12            | Regierungsrat                                               |
| CBP Officer (CBPO) (Journeyman)                       |               | GS-12            | Regierungsrat                                               |
| CBP Officer (CBPO)                                    |               | GS-11, GS-9      | Zollamtmann Zolloberinspektor                               |
| CBP Officer (CBPO)                                    |               | GS-5, GS-7       | Zollamtsinspektor Zollobersekretär                          |

## Ausrüstung
CBP A&M verfügt über 500 Piloten und 250 Luftfahrzeuge. Es werden Hubschrauber der Muster Sikorsky UH-60 Blackhawk, Eurocopter AStar AS 350D und Flugzeuge der Muster C-210, C-12 sowie Lockheed P-3 Orion (1 Einh.) mit Aufklärungsradar verwendet. Damit unterhält die Behörde die weltgrößte Luftflotte einer Polizei- bzw. Zollorganisation. Die Behörde besitzt etwa 200 Wasserfahrzeuge verschiedener Typen, die größten sind die der Klasse Midnight Interceptors mit einer Länge von 11,89 Metern (39 Fuß) über alles. Seit September 2005 sind unbemannte Luftfahrzeuge (Drohnen) des Typs Elbit Systems Hermes 450 an der amerikanisch-mexikanischen Grenze in Arizona im Einsatz, die im Rahmen des Projekts Unmanned Aircraft Systems (unbemannte Luftfahrzeugsysteme) getestet und eingeführt wurden.
Derzeit sind zudem vier Drohnen des Typs Predator im Einsatz.

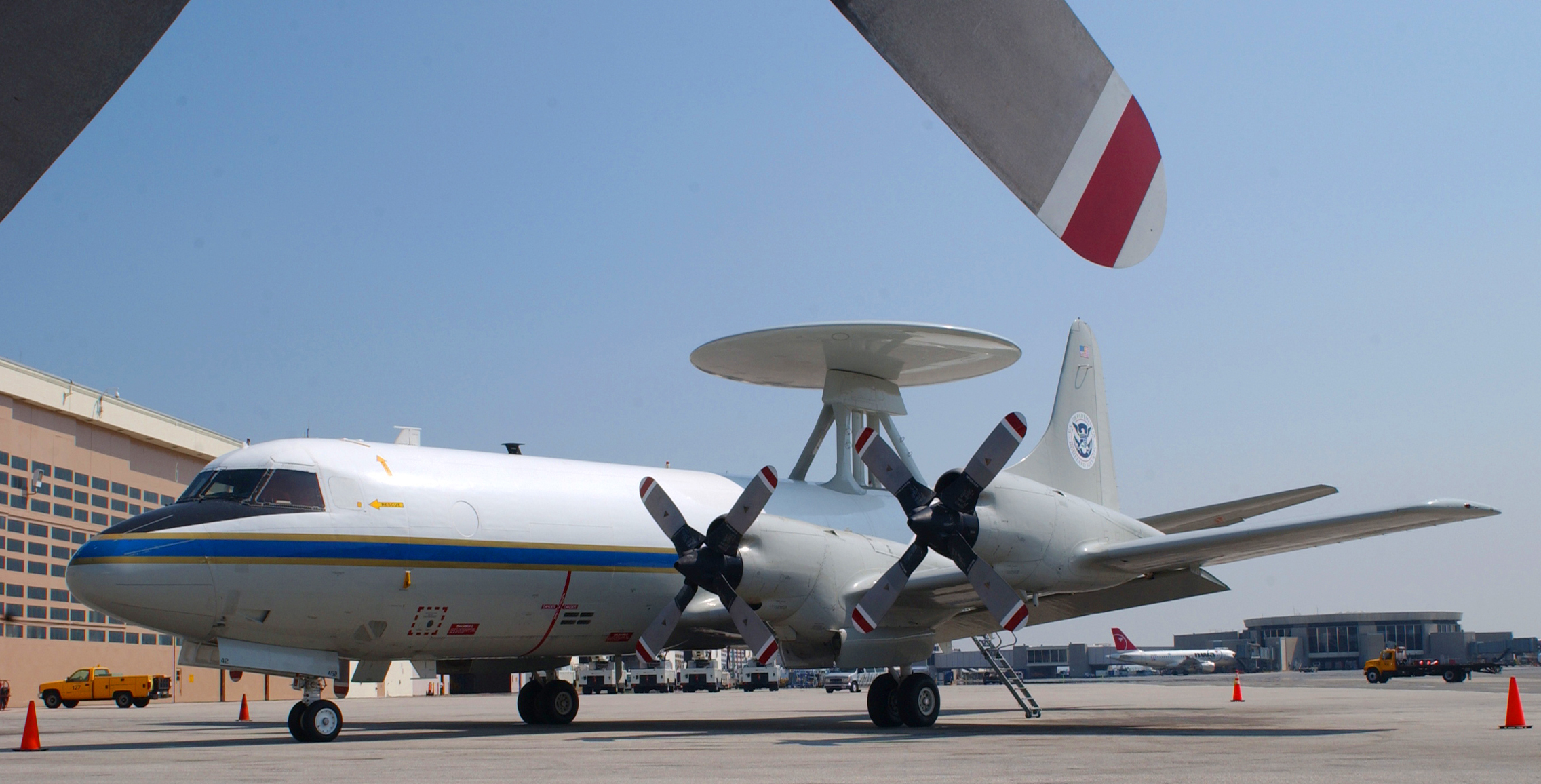
Lockheed P-3 Orion des CBP mit Radaranlage (Tracer)
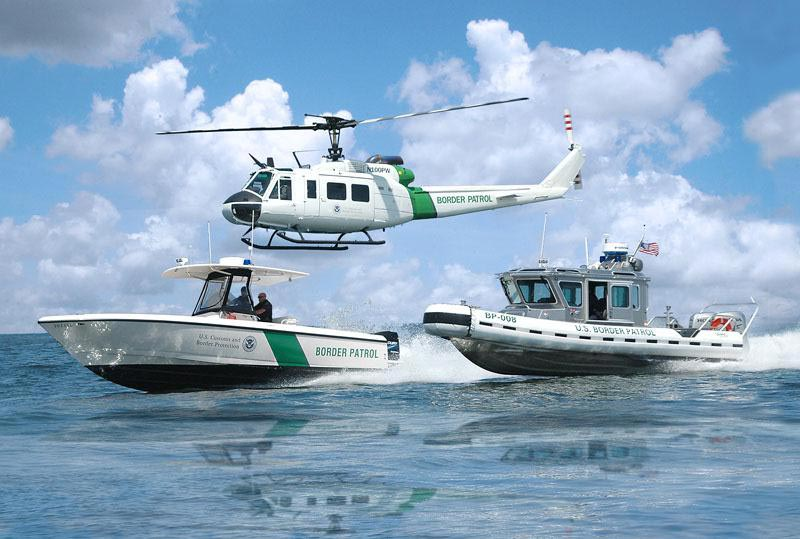
Helikopter Bell UH-1 und seegängige Boote des CBP
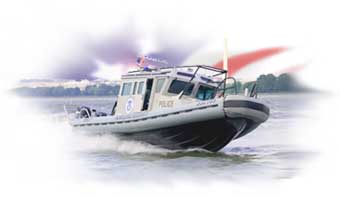
Safety Boat des CBP im Einsatz
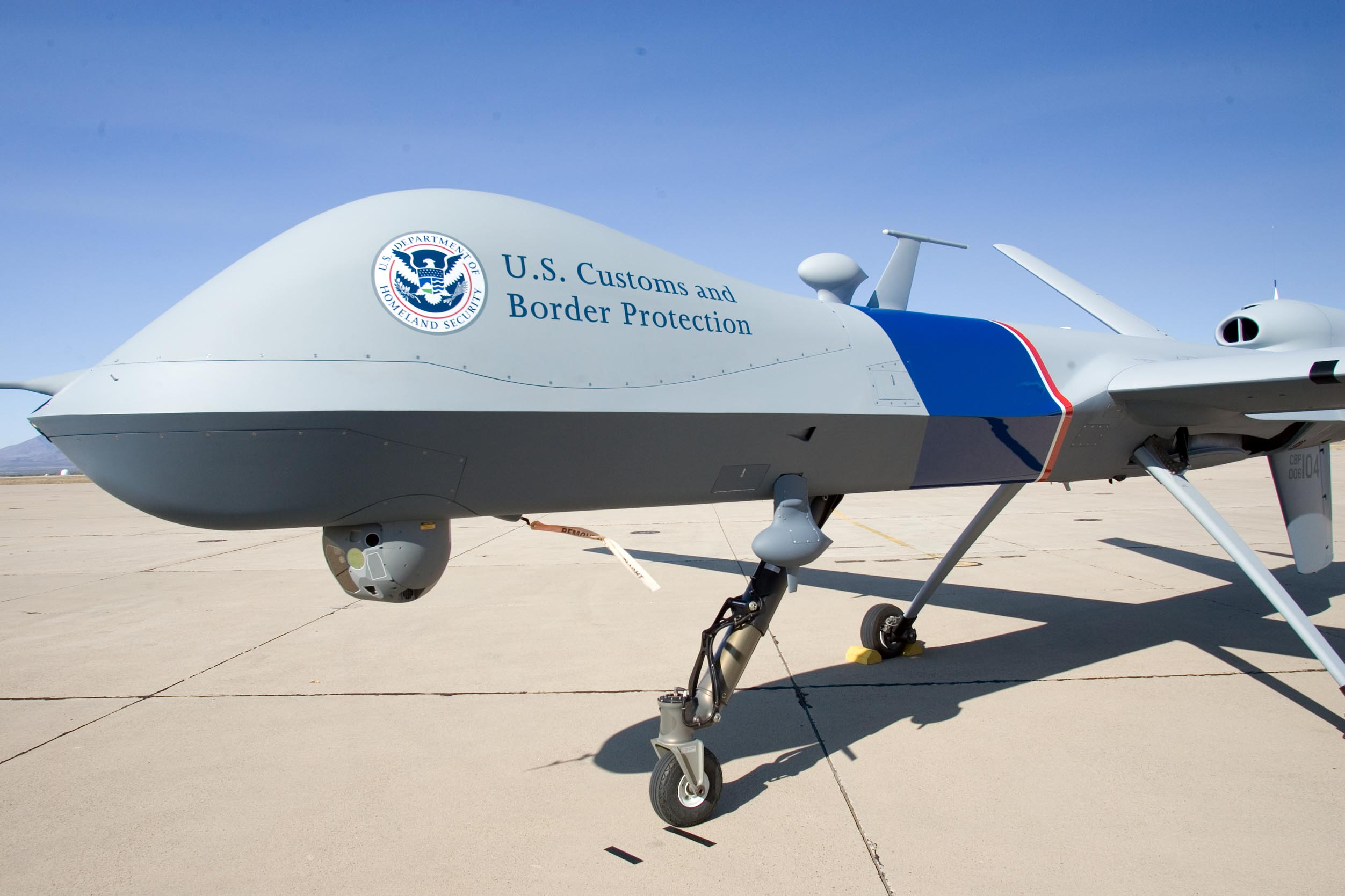
Drohne (Unmanned Aerial System) MQ-1 Predator B des CBP
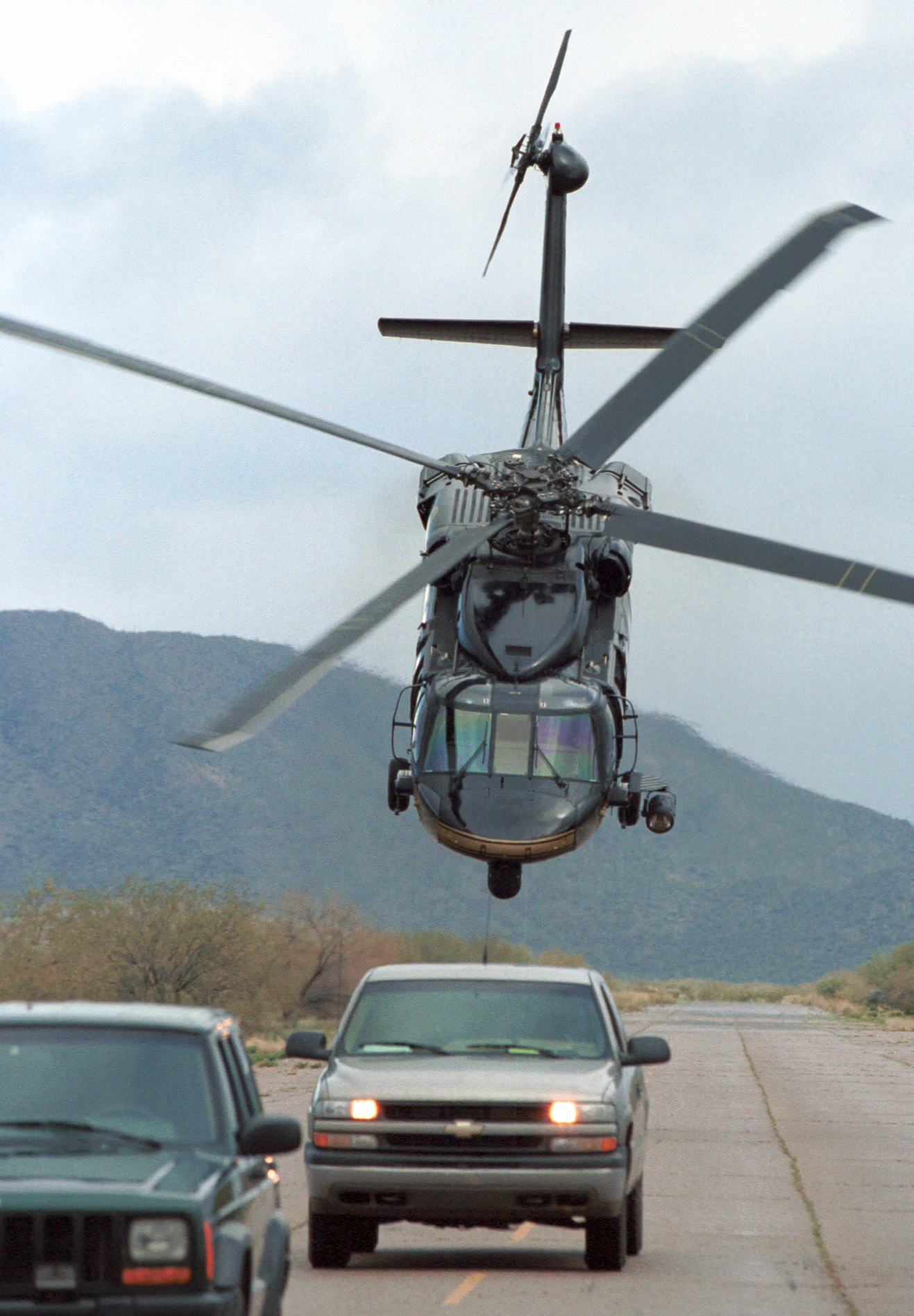
Black Hawk der Air Marine Operations des CBP